# Heimatverein der Grafschaft Bentheim
Der Heimatverein der Grafschaft Bentheim wurde 1910 auf Initiative des Bentheimer Lehrers Lukas Wedewen gegründet. Ziel des Vereins war der Schutz der Landschaft und Naturdenkmale des Bentheimer Landes sowie die Förderung der geschichtlichen Forschung. Zur Gründungsversammlung am 17. Juni 1910 erschienen sechzehn Honoratioren, die den Bentheimer Hotelier Eduard Cordes zum Vorsitzenden wählten. 1913 eröffnete das Heimatmuseum in Bentheim, das Lukas Wedewen 30 Jahre lang betreute. 1997 wurde es aufgelöst. Das avisierte neue Kreismuseum wurde bis heute nicht geschaffen.

## Heimatliches Schrifttum
Der Heimatverein der Grafschaft Bentheim gab von 1912 bis 1918 Geschäftsberichte zusammen mit kleinen historischen Beiträgen heraus. Von 1920 bis 1925 gab der Rektor Heinrich Specht als Zeitungsbeilage die heimatgeschichtliche Zeitschrift „Der Grafschafter“ heraus. Diese wurde 1953 wieder belebt und erscheint bis in die Gegenwart, allerdings von 1974 bis 1978 unter dem Titel „Zwischen Burg und Bohrturm“.
Von 1926 bis 1933 gab der Heimatverein unter Leitung von Heinrich Specht den „Grafschafter Heimat-Kalender“ heraus, ab 1935 als „Jahrbuch des Heimatvereins der Grafschaft Bentheim. Zugleich Heimatkalender“ firmierte. Ab 1942 wurde die Herausgabe kriegsbedingt eingestellt, 1946 erschien es als „Bentheimer Jahrbuch“. Anschließend ruhte die Herausgabe, bis die Reihe ab 1950 als der „Heimat-Kalender für die Grafschaft Bentheim“ erneut auf dem Markt kam. 1953, unter dem neuen Vorsitzenden Georg Kip, nahm die Reihe den Namen „Jahrbuch des Heimatvereins der Grafschaft Bentheim“ an. Ab. 1983 firmierte sie dann unter „Bentheimer Jahrbuch“.
Unter dem sehr aktiven Vorsitzenden Heinrich Specht gab der Heimatverein ab 1925 die Schriftenreihe „Das Bentheimer Land“ heraus.

## Naturschutz
Ab der Zeit der Weimarer Republik gelang es dem Heimatverein, bedeutende Naturflächen und Bodendenkmalstätten unter Schutz stellen zu lassen, vor allem Moor- und Heideflächen.

## Vorsitzende
- 1910–1918 Eduard Cordes
- 1918–1925 Wilhelm Grashoff
- 1925–1952 Heinrich Specht
- 1952–1965 Georg Kip
- 1965–1979 Hermann Heddendorf
- 1980–2003 Heinrich Voort
- 2003–2011 Gerolf Küpers
- 2011–2019 Josef Brüggemann
- seit 2019 Uwe Fitzek